# Микаелян, Сасун Мехакович
Сасу́н Меха́кович Микаеля́н (арм. Սասուն Մեխակի Միքայելյան, род. 7 ноября 1957, Ахтинский район) — депутат парламента Армении.

## Биография
Сасун Мехакович Микаелян родился 7 ноября 1957 года в селе Атарбекян Ахтинского района Армянской ССР; в 1963 году село вошло в состав города Раздан; ныне микрорайон Ванатур города Раздан, административного центра Котайкской области Армении.
В 1976—1978 — служил в Советской армии.
В 1978—1983 — работал в стройорганизациях Ростова-на-Дону, Челябинска, Кургана.
В 1983—1987 — экспедитор Разданской АТП.
С 1988 — организовал и руководил добровольческим отрядом «Сасун», во главе которого принимал участие в Первой карабахской войне.
В 1993—1996 — был председателем Разданского территориального отделения добровольческого союза «Еркрапа». С 1996 — председатель Котайкского областного совета «Еркрапа».
В 1993—1998 учился в Чаренцаванском университете им. Григора Магистроса.
В 1996—1999 — первый мэр города Раздана.
В 1995—1999 — депутат парламента. Член постоянной комиссии по обороне, национальной безопасности и внутренним делам. Член фракции «Республика».
В 1999—2003 — депутат парламента. Член постоянной комиссии по государственно-правовым вопросам. Член фракции «Единство».
В 1999—2004 учился в Государственном аграрном университете Армении, экономист.
В 2003—2007 — вновь депутат парламента. Член постоянной комиссии по государственно-правовым вопросам. Беспартийный.
22 июня 2006 года С. Микаелян был избран членом совета «Республиканской партии Армении (РПА)».
12 мая 2007 года избран депутатом парламента по мажоритарному избирательному округу № 25. Член постоянной комиссии по государственно-правовым вопросам.
11 февраля 2008 года члены совета РПА Сасун Микаелян и Акоп Акопян заявили, что они и возглавляемая ими общественная организация воинов-добровольцев «Испытание духа» в предстоящих президентских выборах поддержат кандидатуру первого президента Армении Левона Тер-Петросяна. Пресс-секретарь РПА Эдуард Шармазанов в беседе с агентством «А1+» уверил, что они займутся поведением своих однопартийцев, но не сейчас: «Мы позже обсудим поведение членов нашего совета. Сейчас мы заняты только и только агиткампанией и уверены, что после 19 февраля партия сделает соответствующие выводы». Тем не менее, уже 12 февраля РПА исключила из своих рядов депутата парламента Армении Сасуна Микаеляна. На состоявшемся 12 февраля заседании исполнительного органа партии единогласно было принято решение об исключении С. Микаеляна из рядов партии «за неисполнение требований устава партии».
20 февраля 2008 года, сразу после объявления предварительных итогов выборов, оппозиция, во главе с кандидатом в президенты Левоном Тер-Петросяном, не признала итогов выборов и начала проводить митинги и шествия в центре Еревана, требуя назначить новые выборы, а также предоставить им прямой эфир Общественного телевидения. В митингах принимал участие Сасун Микаелян.
4 марта 2008 года Национальное Собрание Армении на внеочередном заседании удовлетворило ходатайство Генпрокурора, лишив депутатской неприкосновенности четырёх парламентариев, выступивших в поддержку лидера армянской оппозиции Левона Тер-Петросяна, в том числе и Сасуна Микаеляна. За лишение неприкосновенности проголосовали 85 депутатов, против 20. Депутатам, согласно обвинению Генеральной прокуратуры, предъявлено обвинение по двум статьям Уголовного кодекса Армении: по части третьей статьи 225-й — организация массовых беспорядков, и по части первой статьи 300 — о попытке узурпации власти с применением насилия. По аналогичным обвинениям с начала марта в Армении были арестованы около 90 человек.
13 марта 2008 года Сасун Микаелян был арестован. Ему было предъявлено обвинение в организации массовых беспорядков, сопровождаемых убийствами и в действиях, направленных на силовой захват государственной власти, кроме того, ему предъявлено обвинение в незаконном ношении оружия (пункты 1 и 2 ст. 235 УК Армении).
В июне 2009 года Сасун Микаелян был приговорён к 8 годам лишения свободы.
В феврале 2011 года Армянский национальный конгресс возобновил митинговую деятельность, одним из основных требований которой было освобождение всех политзаключённых. В мае власти уступили требованиям оппозиции, и 27 мая 2011 года Сасун Микаелян вышел на свободу.
После освобождения Сасун Микаелян участвовал в политической деятельности в качестве активиста Армянского национального конгресса, принимал участие в ряде оппозиционных митингов.
12 февраля 2012 года на выборах мэра города Раздан действующий мэр Арам Даниелян набрал 13079 голосов избирателей, а его соперник — экс-депутат парламента, представитель оппозиционного Национального конгресса Армении Сасун Микаелян получил 11506 голосов. Всего в выборах участвовали 25480 избирателей.
В 2013—2015 годах был членом общественно-политического союза «Гражданский договор».
30 мая 2015 года был избран членом правления «Гражданского договора».
2 апреля 2017 года избран депутатом Национального собрания от «Елк» (Союз «Исход»).
9 декабря 2018 года избран депутатом Национального собрания от альянса «Мой шаг».

## Семья
Сасун Мехакович Микаелян женат, имеет троих детей.
Сын Севак Микаелян — мэр Раздана с 2018 года.